# Prosoplus ternatensis
Prosoplus ternatensis är en skalbaggsart som beskrevs av Stefan von Breuning 1943. Prosoplus ternatensis ingår i släktet Prosoplus och familjen långhorningar. Inga underarter finns listade i Catalogue of Life.